# Leandra longisetosa
Leandra longisetosa är en tvåhjärtbladig växtart som beskrevs av Célestin Alfred Cogniaux. Leandra longisetosa ingår i släktet Leandra och familjen Melastomataceae. Inga underarter finns listade i Catalogue of Life.